# Sidi Bel Abbès (Schiff, 1929)
Die Sidi Bel Abbès (I) war ein 1929 in Dienst gestelltes Passagierschiff der französischen Reederei Société Générale de Transport Maritimes (SGTM), das ab September 1939 als Truppentransporter im Zweiten Weltkrieg diente. Am 20. April 1943 wurde das Schiff 60 Meilen vor der algerischen Küste von einem deutschen U-Boot versenkt, wobei 834 der 1.287 Besatzungsmitglieder und Truppen an Bord ums Leben kamen.

## Das Schiff
Das 4.392 BRT große Passagier- und Frachtschiff Sidi Bel Abbès wurde auf der Schiffswerft Swan, Hunter & Wigham Richardson in Low Walker (Tyne and Wear) für die 1865 gegründete französische Reederei Société Générale des Transports Maritimes mit Sitz in Le Havre gebaut. Diese Reederei betrieb mit ihren Schiffen einen Passagier- und Frachtdienst von Marseille, was der Heimathafen der Schiffe war, vornehmlich zu algerischen Hafenstädten wie Algier, Oran und Bejaia, aber auch nach Südamerika und Italien.
Das 112,2 Meter lange und 15,3 Meter breite Schiff wurde am 25. März 1929 bei Swan Hunter auf Kiel gelegt und lief am 5. September 1929 vom Stapel. Die Sidi Bel Abbès, die zwei Masten, zwei Schornsteine und zwei Propeller hatte, wurde für die Hauptroute von Marseille nach Algerien gebaut. Am 27. November 1929 lief sie zu ihrer Jungfernfahrt aus. Nach zehn Jahren im zivilen Handelsverkehr wurde die Sidi Bel Abbès am 17. September 1939 als Truppentransporter requiriert. Am 17. Dezember 1939 wurden auf Weisung des Armement Militaire des Bâtiments de Commerce (AMBC) am Bug und am Heck jeweils eine Kanone montiert.
Am 20. April 1943 befand sich die Sidi Bel Abbès auf einer Fahrt von Casablanca nach Oran. An Bord waren 1287 Menschen, darunter 105 Besatzungsmitglieder, 275 französische Offiziere und Soldaten und 907 Senegalschützen. Sie fuhr mit dem Libertyschiff James W. Denver und dem Frachter Michigan (beide unter amerikanischer Flagge) als Geleitzug UGS-7. Am Morgen des 20. April, als sich der Geleitzug etwa 60 Meilen westlich von Oran befand, wurde er von dem deutschen U-Boot U 565 (Kapitänleutnant Wilhelm Franken) angegriffen.
Die Sidi Bel Abbès wurde um 06.47 Uhr in Abteilung Nr. 2 von einem Torpedo getroffen. Die Detonation des Sprengkörpers brachte die geladene Munition zum Explodieren. Kurz danach schlug ein zweiter Torpedo im Kesselraum ein. Das Schiff sank in kurzer Zeit mit einem hohen Verlust von Menschenleben zehn Meilen nördlich der Habibas-Inseln (Position 35.59N/1.25W). Von den 1287 Männern an Bord kamen 834 ums Leben, darunter 25 der 41 französischen Offiziere, 77 der 234 französischen Soldaten, 662 der 907 Senegalesen, acht der zehn Schiffsoffiziere und 62 von 95 gemeinen Besatzungsmitgliedern. Die 453 Überlebenden wurden von den bewaffneten britischen Schleppern Stella Carina und Foxtrot und dem britischen Minenabwehrfahrzeug Felixstowe aufgenommen und nach Oran gebracht. Die Michigan wurde ebenfalls getroffen und sank.